# ناثانيل س. كليبورن
ناثانيل س. كليبورن (بالإنجليزية: Nathaniel C. Claiborne)‏ هو محامي أمريكي، ولد في 19 سبتمبر 1820 في فرجينيا في الولايات المتحدة، وتوفي في 20 مايو 1857 في ميزوري في الولايات المتحدة.